# Пётр (князь Салерно)
Пётр (итал. Pietro, лат. Petrus, умер в 853) — князь Салерно (853).
Сначала Пётр, в течение двух лет (851—853), был регентом при несовершеннолетнем князе Сико, на правах крёстного отца. В 853 году Пётр узурпировал власть в Салерно, а Сико бежал в Северную Италию. В конце 853 года легитимность Петра признал король Италии Людовик II, но тот правил недолго. В этом же году Пётр скончался и ему унаследовал его сын Адемар.